# Bernhard Eschenbach
Bernhard Eschenbach (* 1767 in Königshofen; † 1852) war ein deutscher Beamter, Klavierspieler und Instrumentenbauer.
Neben seiner Tätigkeit als Rentamtmann zu Königshofen erfand er die Aeoline, einen direkten Vorläufer des Harmoniums. Zusammen mit seinem Cousin Johann Caspar Schlimbach (1777–1861), der in Wien Orgel- und Klavierbau gelernt hatte, fertigte er um 1810 in Königshofen ein solches Instrument.
Die Stimmplatten mit ihren Zungen (Federn) waren damals wie Maultrommeln gefertigt. Rahmen und Zunge waren aus Stahl. Der Rahmen war U-förmig und die Stahlzunge war in derselben Weise, wie dies bei der Maultrommel heute noch gemacht wird, am Rahmen befestigt. Die Stimmplatten wurden direkt in die Tonkanzelle der Windkammer mit Pech und Bienenwachs geklebt. Anregungen kamen auch vom Anemochord oder der Aeolsharfe. Ein ausführlicher Bericht über die Klaväoline (auch Clavaeoline), die von Eschenbach selber gebaut wurde, findet sich 1815 im Wöchentlichen Anzeiger für Kunst- und Gewerbfleiß.
Ein weiterer Bericht über die Erfindung ist in der Musikalischen Zeitung Nr. 30 vom 26. Juli 1820 zu finden.
Im Musikinstrumenten-Museum Berlin befindet sich ein derartiges Instrument (Kat.-Nr. 5321 „Querhammerflügel mit Aeoline, Johann Caspar Schlimbach, Königsofen, um 1815“).
Außerdem gibt es ähnliche Patente 1821 in Wien, zum Beispiel Anton Haeckl, und Friedrich Sturm in Suhl.
Carl Friedrich Voit baute bereits vor 1820 vergleichbare Instrumente und nannte diese Aeolodikon.
Christian Friedrich Ludwig Buschmann baute zumindest ab 1828 ähnliche Instrumente, der diese ebenfalls zuerst Aeoline und später Physharmonika nannte.